# Huberek
Huberek (niem. Hohberg) – przysiółek wsi Święcko w Polsce, położony w województwie dolnośląskim, w powiecie kłodzkim, w gminie Kłodzko.
W latach 1975–1998 miejscowość administracyjnie należała do województwa wałbrzyskiego.